# Totori Nyantsen
 Totori Nyantsen   (Wylie:  Lha Tho-do Snya-brtsan  is, volgens de traditionele lijst van koningen, de achtentwintigste koning van Tibet. Hij is de eerste koning van die lijst, waarvan hedendaagse tibetologen aannemen, dat hij een historisch bestaand persoon is geweest. 
Totori Nyantsen moet de belangrijkste clanleider zijn geweest van het koninkrijk Yarlung, gelegen in de Yarlung-vallei. Zijn regeringsperiode moet in de vijfde eeuw zijn geweest.
In het Pilaar-Testament wordt verhaald, dat een mand die een aantal boeddhistische documenten bevatte uit de hemel viel en op het dak van zijn paleis belandde. In die tijd was er echter niemand in Tibet die in staat was deze manuscripten te lezen. De koning verzegelde dus de mand opnieuw en gaf die de naam van  Geheime Kracht. De mand bleef ongeopend tot aan de periode van Songtsen Gampo (605-650) die in staat was de teksten te vertalen.
Een van die documenten zou de Kāraṇḍavyūha  geweest zijn, een soetra die omstreeks het jaar 400 geschreven moet zijn. Deze soetra is het eerste geschrift, waarin de tekst van de mantra Om mani padme hum voorkomt en waarin gesteld wordt dat het reciteren er van het belangrijkste instrument op de weg naar de Verlichting.

## Rede en rationaliteit
Deze legende is op een aantal wijzen in de Tibetaanse geschiedschrijving behandeld. De wijze waarop in de Tibetaanse geschiedschrijving omgegaan werd met het verhaal over de uit hemel gevallen mand is onderwerp van studie geweest van tibetologen. Het zegt namelijk iets over de rol van rede en rationaliteit in het waarderen van historische feiten in de Tibetaanse historische traditie.
Niet alle Tibetaanse historici hebben de legende voor historisch juist aanvaard. Nelpa Paṇḍita was een auteur uit de dertiende eeuw. Hij was van opvatting, dat het verhaal van uit de hemel vallende documenten ongeloofwaardig was. Nelpa Pandita stelde dat de documenten in het koninkrijk Yarlung beland waren door twee min of meer verdwaalde personen uit India en Khotan. Op het moment dat zij zich beiden realiseerden dat er in Tibet niemand kon lezen en de inhoud van de documenten kon begrijpen keerden zij terug naar hun oorspronkelijke verblijfplaats. Nelpa Pandita suggereerde ook, dat het verhaal over uit de hemel vallende documenten een verzinsel van auteurs van de bön-religie zou zijn.
Deze versie van Nelpa Pandita werd echter in de verdere Tibetaanse geschiedschrijving zoveel mogelijk bestreden.
Ook de vijfde dalai lama Ngawang Lobsang Gyatso (1617 - 1682) was van mening, dat aan de oorspronkelijke versie van het verhaal moest worden vastgehouden. In zijn werk Lied van de Lentekoningin schreef hij
Het geloof van Nelpa Pandita, dat het absurd is dat een mand zomaar uit de hemel valt, is een bewijs van zijn stupiditeit. In de omstandigheden waarin de Leer het eerst werd ontdekt, zijn de magische activiteiten en compassie van waardige individuele personen boven alle twijfel verheven            
Vanuit rationeel oogpunt is de versie van Nelpa Pandita niet ongeloofwaardig. Als de koninkrijkjes in Centraal-Tibet enig contact hebben gehad voor de zevende eeuw met het boeddhisme moet dat gebeurd zijn door handelaren of missionarissen die vanuit omringende gebieden naar Tibet reisden en boeddhistische teksten in hun bezit hadden.
De moeilijkheid om ratio en klassieke Tibetaanse geschiedschrijving met een vooral religieus en pedagogisch doel te verenigen wordt nog geïllustreerd  door  Wangchug Deden Shakabpa (1908-1989), een ervaren en internationaal georiënteerde Tibetaanse diplomaat.
In zijn werk  Tibet: A political History  gaat Shakapa uit van de versie van Nelpa Pandita, maar voegt eraan toe dat naar zijn mening  Totori Nyantsen zijn ministers het verhaal over uit de hemel vallende documenten had verteld om te verzwijgen dat die uit India afkomstig waren. 